# José Luis Zavalía
José Luis Zavalía (né le 27 février 1954 à Santiago del Estero) est un avocat de formation et sénateur argentin de l'Union civique radicale (2001-2007).
Il a été maire de Santiago del Estero à deux reprises (1987-91 et 1999-2001), membre de l'Assemblée constituante de la province de Santiago del Estero en 1994 et deux fois député fédéral (1994-97 et 1997-99). Il a été élu sénateur aux élections générales de 2001. Zavalía est devenu célèbre dans les années 1990 pour avoir mené à cheval des manifestations contre la fraude électorale endémique dans la province, événement qu'il a retracé dans Rebelión a caballo (Rebellion à cheval). Il était en tête de liste de l'Accord civique et social aux élections générales de 2009.
Zavalía a par ailleurs été délégué au comité national de l'UCR, vice-président du Parti radical à Santiago del Estero et secrétaire de la section locale du parti.

## Source originale
- (es) Cet article est partiellement ou en totalité issu de l’article de Wikipédia en espagnol intitulé « José Zavalía » (voir la liste des auteurs).